# Elephantomyia serrulifera
Elephantomyia serrulifera är en tvåvingeart som beskrevs av Alexander 1949. Elephantomyia serrulifera ingår i släktet Elephantomyia och familjen småharkrankar.
Artens utbredningsområde är Peru. Inga underarter finns listade i Catalogue of Life.